# Ippia di Elide
Ippia di Elide (in greco antico: Ἱππίας?, Hippías; Elide, 443 a.C. circa – Elide, 399 oppure 343 a.C.) è stato un filosofo, matematico e astronomo greco antico.
Per la sua versatilità, Ippia fu incaricato di importanti compiti diplomatici per conto della sua città: la sua fama di sofista e la sua attività politica lo portarono a viaggiare ad Atene, a Sparta e in Sicilia.
Insieme a Protagora, Gorgia, Prodico e Trasimaco, egli costituisce il gruppo dei cosiddetti sofisti della prima generazione.

## Biografia
Ippia nacque a Elide, nel Peloponneso, probabilmente nel 443 a.C. Dalla Suda sappiamo che il padre si chiamava Diopide e che ebbe come maestro un certo Egesidamo. Sofista tra i più noti, compì vari viaggi nel corso della sua vita, sia per motivi professionali sia per il suo impegno politico. Si recò varie volte in ambasceria ad Atene e svolse la sua attività di insegnamento soprattutto in terre doriche (Sparta, colonie siciliane).
Probabilmente, fu proprio la sua attività politica a causarne la morte. Secondo quanto narra Tertulliano, Ippia sarebbe infatti stato ucciso per aver tramato contro la propria città. Questa testimonianza farebbe risalire la sua tragica fine alla rivolta oligarchica di Elide del 399 a.C., oppure al tentativo degli esuli democratici di tornare in patria (343 a.C.). È tuttavia possibile che in questo caso Tertulliano confonda il sofista con un omonimo, figlio di Pisistrato, che subì questa sorte.
Le fonti ci indicano inoltre che Ippia ebbe una figlia, Platane, che sposò l'ormai anziano Isocrate; il retore adottò anche il terzo genito di lei, un giovane di nome Afareo. Per quanto invece riguarda la sua professione di sofista, Platone lo descrive vantarsi di aver guadagnato più soldi di quanto guadagnerebbero altri due sofisti messi insieme.

## Il pensiero
Ippia è la dimostrazione più lampante del fatto che i sofisti non si occuparono unicamente di politica ed etica, come si è soliti credere. I suoi interessi infatti comprendevano la matematica, l'astronomia, la retorica, la storia e la mitologia, oltre a una serie di nozioni riguardanti varie arti (pittura, scultura, musica, poesia) e tecniche (sartoria, falegnameria e altre).
Purtroppo, non ci è pervenuto alcuno dei suoi numerosi scritti e molte informazioni su di lui si conoscono attraverso i due dialoghi di Platone a lui dedicati (l'Ippia maggiore e l'Ippia minore), oltre ad una serie di testimonianze minori. La sua opera più celebre pare si intitolasse Synagogé (Miscellanea), di carattere enciclopedico.

### Lapolymathiae l'autarchia
Ippia divenne famoso nella storia della filosofia per la sua polymathia (lett.: "conoscenza di molte cose"): vantava infatti di poter imparare ogni cosa di qualsiasi argomento, grazie alla sua prodigiosa memoria. Una simile versatilità, derisa da vari autori a lui contemporanei (in primis, Platone), gli permetteva di tenere discorsi su qualsiasi argomento, affrontandoli in numerosissimi scritti. Ippia intendeva in questo modo seguire e registrare tutti i progressi dell'umanità nei vari campi delle scienze e delle arti.
Oltre a questa sorprendente mnemotecnica, Ippia fu anche teorico dell'autarchia, ovvero la capacità di eseguire da sé lavori specifici come e meglio dei più qualificati artigiani. Famoso fu il suo viaggio ad Olimpia, durante il quale fece sfoggio di alcuni abiti e gioielli che si era confezionati da sé, la cui fattura era di qualità simile, se non identica, a quella dei migliori tessitori e orafi dell'Ellade.
Come già accennato, tale fama provocò d'altro canto, derisione da parte degli intellettuali dell'epoca: era impossibile prendere sul serio una persona che vantava di poter conoscere tutto e fare qualsiasi cosa alla perfezione.

### Il primato dellaphysis
Il nucleo centrale del pensiero di Ippia ruota però attorno al concetto di «giusto», inteso come diritto di natura (physis), valido per tutti in quanto necessario. La legge delle poleis, «tiranna dell'uomo», esercita il proprio potere opponendosi con la violenza alle disposizioni naturali. Il diritto positivo deve dunque essere superato da una legge universale, che riconosca «l'unità che stringe tra loro gli uomini»: essi sono infatti uniti non per via di una legge, ma perché simili tra loro, poiché è per natura che il simile è parente del simile. Non per questo, però, Ippia nega che la vita civile della polis necessiti di una legge per esistere. Rigettando la figura del tiranno, che impone la sudditanza ai cittadini, il sofista di Elide propone un koinos nomos, una legge comune per i cittadini che coincida con le leggi non scritte del diritto naturale (che a sua volta viene a coincidere con l'ethos generale del costume greco).

### La matematica
Come matematico, Ippia fu il primo ad introdurre una curva nella geometria greca, la cosiddetta quadratrice (o trisettrice) di Ippia. Questa curva verrà utilizzata in seguito da Dinostrato (350 a.C. circa) per risolvere un problema classico della matematica greca, quello della quadratura del cerchio - anche se è impossibile stabilire se Ippia sia stato consapevole di questa applicazione.

## Edizioni
- (DE, GRC) Felix Jacoby, 6, in Die Fragmente der griechischen Historiker, Berlino, Weidmann, 1923-1958.